# Lääne-Saare
Lääne-Saare était une municipalité rurale du comté de Saare en Estonie.

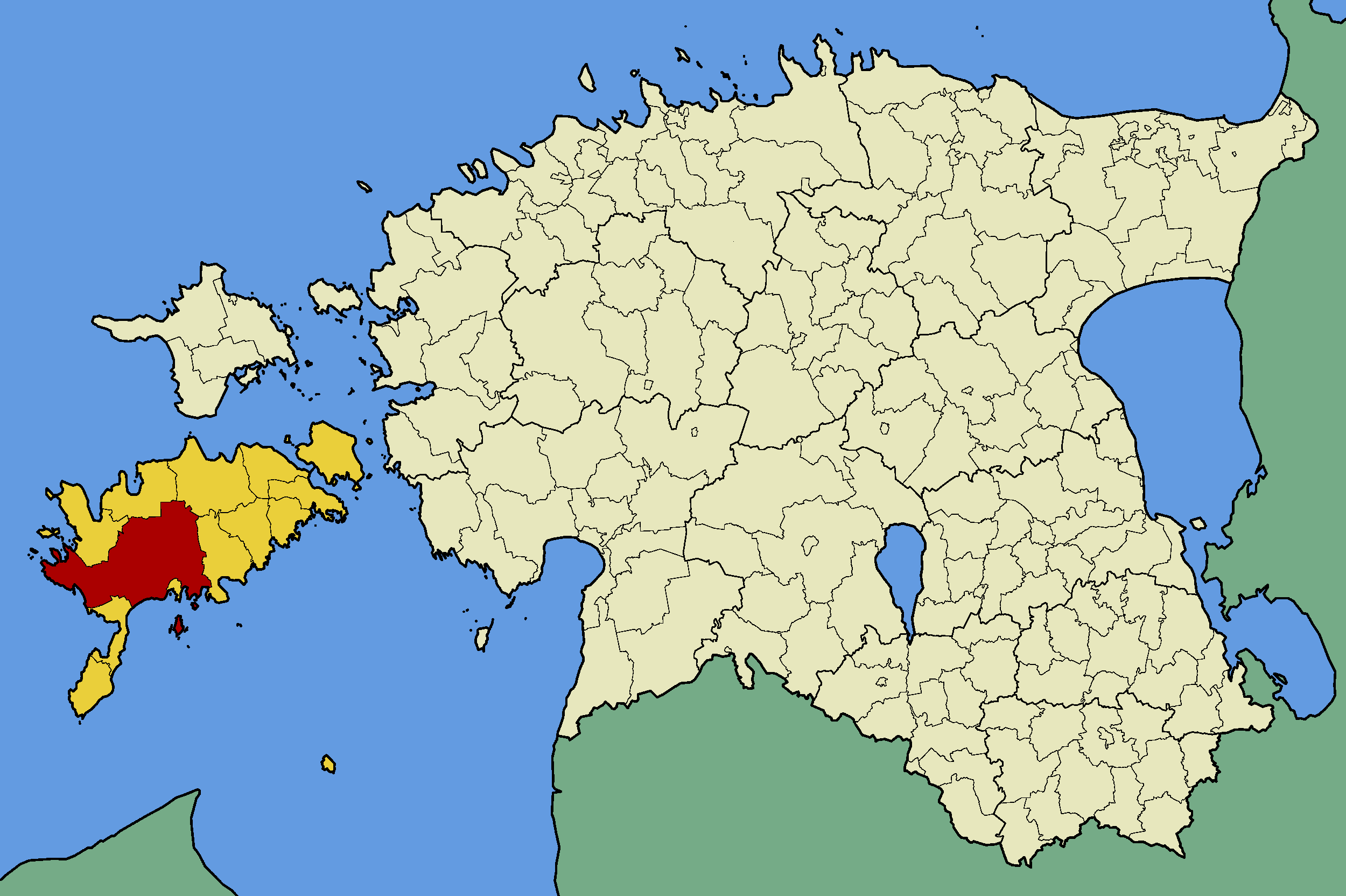
Commune de Lääne-Saare (en rouge) dans le Comté de Saare (en jaune).

## Histoire
La commune de Lääne-Saare a été créée le 12 décembre 2014 en fusionnant les communes de Kaarma, Kärla et de Lümanda.
En octobre 2017, Lääne-Saare a été ajoutée à la commune de Saaremaa.

## Composition
La commune de Lääne-Saare regroupait :
- 4 petits bourgs (alevik):

Aste, Kudjape, Kärla et Nasva
- 111 villages.

Abruka küla - Anepesa - Anijala - Ansi - Arandi - Aste - Asuküla - Atla - Aula-Vintri - Austla - Eeriksaare - Eikla - Endla - Haamse - Hakjala - Himmiste - Hirmuste - Hübja - Irase - Jõe - Jõempa - Jõgela - Jootme - Kaarma - Kaarma-Kirikuküla - Kaarmise - Käesla - Kaisvere - Käku - Kandla - Karala - Kärdu - Karida - Kärla-Kirikuküla - Kärla-Kulli - Kasti - Kaubi - Kellamäe - Keskranna - Keskvere - Kipi - Kiratsi - Kogula - Koidu - Koidula - Koimla - Koki - Koovi - Kõrkküla - Kotlandi - Kuke - Kungla - Kuuse - Kuusnõmme - Laadjala - Laheküla - Laoküla - Leedri - Lilbi - Lümanda - Lümanda-Kulli - Maleva - Mändjala - Mätasselja - Meedla - Metsaküla - Metsapere - Mõisaküla - Mõnnuste - Mullutu - Muratsi - Nõmme - Nõmpa - Õha - Paevere - Pähkla - Paiküla - Paimala - Parila - Pärni - Piila - Põlluküla - Praakli - Randvere - Riksu - Saia - Sauvere - Sepa - Sikassaare - Sõmera - Tahula - Tamsalu - Taritu - Tõlli - Tõrise - Tõru - Uduvere - Ulje - Unimäe - Upa - Vahva - Vaivere - Vana-Lahetaguse - Vantri - Varpe - Vatsküla - Vendise - Vennati - Vestla - Viidu - Viira